# واطسون براون (مناهض للعبودية)
واطسون براون (7 أكتوبر 1835 - 19 أكتوبر 1859) ابن جون براون المناضل في سبيل حرية العبيد وزوجته الثانية ماري آن دي براون، المولودة في مدينة فرانكلين ميلز (كينت حاليًا)، بولاية أوهايو. كان متزوجًا بإيزابيل «بيل» طومسون براون، وأنجبا ابنًا اسمه فريدريك دبليو، تُوفي بسبب الخناق في سن الرابعة، ودُفن في ما يُعرف الآن بموقع مزرعة جون براون التاريخي الحكومي في نورث إلبا بولاية نيويورك.

## وفاته في هاربرز فيري
كان واطسون الصبي الوحيد من بين أشقائه الذي لم يذهب إلى كانساس في خمسينيات القرن التاسع عشر، كجزء من جهود والده لمنع كانساس من أن تصبح ولاية عبودية. كتب لوالدته من ولاية أيوا في عام 1856.
شارك في غارة والده الشهيرة على هاربرز فيري، فيرجينيا (منذ عام 1863، بفيرجينيا الغربية)، وأرسل رسائل إلى زوجته بيل من بيت مزرعة كينيدي. قُتل أثناء المعركة. ما حدث أنه خرج من غرفة المحركات في الساعة الـ10 صباحًا يوم الإثنين الـ17 من أكتوبر حاملًا علمًا أبيضًا، ولكن أُطلقت النار عليه على الفور، ولم يكن جنديًا من فعلها ولكن أحد السكان المدنيين. كان لا يزال قادرًا على القتال في الساعة الثالثة بعد الظهر. عاش في عذاب شديد، إذ ظل، وفقًا لإدوين كوبوك، مُلقى على الأرض بلا علاج، ومنعه والده من قتل نفسه لإنهاء الألم، حتى قرب الساعة الـ3 صباحًا يوم الأربعاء 19 أكتوبر. «قاوم واطسون المسكين حتى ظهر يوم الأربعاء 19 أكتوبر،» وفقًا لرواية والده.

عُثر على كلام كتبه واطسون على أرضية غرفة المحرك وفيه:
واصل القتال، حارب دائمًا، بحق جحيم العالم السفلى! لقد حان الوقت. أخفضوا الأعلام السوداء، أطلقوا النار على أتباعكم يا شياطين. الجحيم والغضب! انطلقوا إلى الموت.

## جسده في كلية وينشستر الطبية
أخذ الطلاب وأعضاء هيئة التدريس في كلية وينشستر الطبية، القابعة في مدينة وينشستر بولاية فيرجينيا، جثته وقد كانت إحدى الجثث العديدة الملقاة على الطريق في هاربرز فيري. جعلوه مع ذلك، بدلًا من استخدامه في التشريح وأغراض الدراسة، ما كان مصير الجثث الثلاثة الأخرى التي أخذوها أيضًا، عينة طبية أو جثة للعرض. لوّن طبيب في الكلية، ويفترض أن يكون رئيسها وأستاذ التشريح هيو هولمز ماكغواير، باستخدام تقنيات مبتكرة في ذلك الوقت، الشرايين وجفف الدم بصبغة حمراء، وعالج العضلات لتصبح كما الخشب، وحفظ الأعصاب باستخدام الطلاء. أُزيل الجلد ونصف الجمجمة والدماغ. أصبح الجسد مادة عرض تعليمية في متحف الكلية المكون من غرفة واحدة. حدث هذا بعد وفاته مباشرة تقريبًا (بلا تجميد).

## معرض مناهض لإلغاء للعبودية
عرفوا من الأوراق التي عُثر عليها في الجيب أنه ابن لجون براون، لكنهم لم يعرفوا أي واحد منهم. استُخدم الجسد، مع ذلك، كوسيلة لإظهار موقف الكلية والمدينة الانفصالية المؤيدة للعبودية تجاه دعاة إلغاء العبودية. أصبح المعرض بعنوان «ابن جون براون، وهكذا دائمًا إلى دعاة إلغاء عبودية»، في إشارة إلى شعار فرجينيا «وهكذا دائما إلى الطغاة». أما الشفاه «فشُوهت عن قصد في إهانة واضحة.»
استُخدم الجلد لصنع المقسين. احتفظ الأطباء وغيرهم من الداخل بقطع صغيرة من الجلد كتذكارات. كانت أربعة من مفاصل الأصابع في يد واحدة وجميع أصابع القدم في قدم واحدة من نصيب جامعي الهدايا التذكارية. كُسرت الأسنان عمدًا.
أحرقت قوات الاتحاد الكلية قبل مغادرة وينشستر مباشرة، ردًا على هذه الإهانة لرمز الاتحاد العظيم ولقضيتهم. لم تُفتح الكلية مجددًا أبدًا.